# بلدة ليون (مقاطعة أوكلاند)
ليون، مقاطعة أوكلاند (بالإنجليزية: Lyon Township, Oakland County, Michigan)‏ هي بلدة تقع بولاية ميشيغان في الولايات المتحدة. تبلغ مساحتها 82.8 (كم²)، وترتفع عن سطح البحر 287 م، بلغ عدد سكانها 14545 نسمة في عام تعداد الولايات المتحدة 2010 حسب إحصاء مكتب تعداد الولايات المتحدة .

## وصلات خارجية
- - The US50 - Cities and Towns in Michigan State
- Michigan Cities and Towns, Facts, Map, Flag, Colleges, Government, and More